# Esserval-Tartre
Esserval-Tartre ist eine französische Gemeinde im Département Jura in der Region Bourgogne-Franche-Comté.

## Geographie
Esserval-Tartre liegt auf 841 m, etwa 13 Kilometer nordöstlich der Stadt Champagnole (Luftlinie). Das Bauerndorf erstreckt sich im Jura, auf der ausgedehnten Hochfläche, die nördlich an das Val de Mièges anschließt, im Quellgebiet des Ruisseau du Gouffre de l’Houle.
Die Fläche des 12,19 km² großen Gemeindegebiets umfasst einen Abschnitt des französischen Juras. Das gesamte Gebiet wird von einer Hochfläche eingenommen, die durchschnittlich auf 840 m liegt. Sie weist nur sehr geringe Reliefunterschiede auf und ist hauptsächlich von Wies- und Weideland, im nördlichen Teil auch von Wald bedeckt. Das Hochplateau besitzt keine nennenswerten oberirdischen Fließgewässer. In einigen Mulden, welche durch Mergel- und Tonschichten abgedichtet sind, konnten sich jedoch Hochmoore entwickeln. Nach Norden erstreckt sich das Gemeindeareal über das Hochplateau in das ausgedehnte Waldgebiet der Forêt de la Joux, in dem sich besonders große Tannen und eine Eisgrotte befinden. Auf einer Kuppe in der Forêt de la Joux wird mit 904 m die höchste Erhebung von Esserval-Tartre erreicht. Die nordwestliche Gemeindegrenze wird durch den Rand des Hochplateaus markiert. Südlich von Esserval-Tartre entspringt der Ruisseau du Gouffre de l’Houle, der durch eine Talmulde südwärts in das Val de Mièges zur Serpentine und damit zum Ain fließt.
Nachbargemeinden von Esserval-Tartre sind Supt und Boujailles im Norden, Cuvier und Censeau im Osten, Esserval-Combe im Süden sowie Plénise und Chapois im Westen.

## Geschichte
Erstmals urkundlich erwähnt wird der Ort im 13. Jahrhundert unter dem Namen Essart-Rapoty. Im 14. Jahrhundert wurde Esserval-Tartre durch schwere Pestepidemien fast völlig entvölkert. Im Mittelalter gehörte das Dorf zur Herrschaft Nozeroy. 1639 wurde es von den vorbeiziehenden Truppen des Herzogs Bernhard von Sachsen-Weimar geplündert und gebrandschatzt. Zusammen mit der Franche-Comté gelangte Esserval-Tartre mit dem Frieden von Nimwegen 1678 an Frankreich.

## Sehenswürdigkeiten
Die Dorfkirche von Esserval-Tartre wurde im 16. Jahrhundert erbaut und im 17. Jahrhundert verändert. Sie besitzt bemalte Holzstatuen aus dem 18. Jahrhundert und eine Monstranz aus dem 19. Jahrhundert.

## Bevölkerung
| Jahr                       | 1962 | 1968 | 1975 | 1982 | 1990 | 1999 | 2008 | 2018 |
| Einwohner                  | 129  | 110  | 84   | 101  | 85   | 69   | 80   | 121  |
| Quellen: Cassini und INSEE |      |      |      |      |      |      |      |      |

Mit 132 Einwohnern (Stand 1. Januar 2022) gehört Esserval-Tartre zu den kleinsten Gemeinden des Départements Jura. Nachdem die Einwohnerzahl in der ersten Hälfte des 20. Jahrhunderts markant abgenommen hatte (1881 wurden noch 277 Personen gezählt), wurden seit Mitte der 1970er Jahre nur noch relativ geringe Schwankungen verzeichnet.

## Wirtschaft und Infrastruktur
Esserval-Tartre war bis weit ins 20. Jahrhundert hinein ein vorwiegend durch die Landwirtschaft, insbesondere Viehzucht und Milchwirtschaft, sowie durch die Forstwirtschaft geprägtes Dorf. Daneben gibt es heute einige Betriebe des lokalen Kleingewerbes, darunter eine feinmechanische Werkstatt. Einige Erwerbstätige sind auch Wegpendler, die in den größeren Ortschaften der Umgebung ihrer Arbeit nachgehen.
Die Ortschaft ist verkehrstechnisch recht gut erschlossen. Sie liegt nahe der Hauptstraße D471, die von Champagnole nach Pontarlier führt. Weitere Straßenverbindungen bestehen mit Mièges und Andelot-en-Montagne.